# Wallops Island
Wallops Island ist eine 15,5 km² große Insel im Atlantik vor der Küste des US-Bundesstaats Virginia. Sie ist Teil einer Inselkette, die sich an der Ostküste der Vereinigten Staaten erstreckt.
Die Insel gehört zum Bezirk Accomack County und befindet sich direkt südlich von Chincoteague Island.

## Geschichte
Das Besitzrecht an der ursprünglich Kegotank Island genannten Insel wurde am 29. April 1692 von der englischen Krone an John Wallop vergeben, dessen Name auch auf die Insel überging. Der Besitz wurde in folgenden Jahren immer mehr unterteilt, bis der Staat Virginia 1876 und 1877 diesen als Ausgleich für nicht bezahlte Steuern beschlagnahmte.
Ab 1877 wurde der Besitz wieder unterteilt bis 1889, als der Besitz über mehrere Treuhänder an den Wallops Island Club ging. 1933 übernahm der nun amtlich eingetragene Club als Wallops Island Association, Inc. das Eigentumsrecht. Die Mitglieder der Association und deren Familien nutzten die Insel in den Sommermonaten zum Fischen und Schwimmen. Die Association weidete auf der Insel bis in die 1940er Jahre Schafe, Rinder und Ponys.
Bereits 1945 wurden von Wallops Island erste Forschungsraketen abgefeuert. 1947 begann die US Navy die nördlichen zwei Drittel der Insel auf Pachtbasis für die Erprobung von Flugzeug-Bewaffnung zu verwenden. Das National Advisory Committee for Aeronautics (NACA), der Vorläufer der NASA, pachtete die südlichen 4 km² für die Benutzung als Raketenstartplatz. Waren anfangs rein militärische Gründe der Hintergrund, so verschob sich die Forschung immer mehr in Richtung Raumfahrt, sowie die Untersuchung der Wechselwirkung zwischen Ozeanen, Atmosphäre und Land, die Auswirkungen des globalen Klimawandels, die Messung ozeanmikroskopischer Pflanzen und deren Rolle im globalen Kohlenstoffkreislauf.
Die Insel wird hauptsächlich für die Wallops Flight Facility der NASA und den Mid-Atlantic Regional Spaceport verwendet, obwohl der Name auch für das Gebiet der die Insel umgebenden Halbinsel als postalische Anschrift verwendet wird.
Die gegenwärtige Bevölkerung von Wallops Island (nur die Halbinsel, nicht die Insel selbst) beträgt 434 Personen.